# Зоран Ранитовић
Зоран Ранитовић (Крагујевац, 22. јануара 1954.) је српски писац и педагог.. 

## Опште информације
Завршио је основну и Учитељску школу у Крагујевцу, а затим Педагошку академију и Учитељски факултет у Јагодини.  
Од ране младости се бави писањем и глумом.  На пословима учитеља и директора основне школе радио је пуне 43 године. 

## Књижевни рад
Најчешће пише за децу и младе, за које је објавио четири романа:
- Школа поред реке, „Витез“, Београд, 2014.
- Другови, Агенција „Витез“, Београд, 2017.
- Тајна старог вајата, „Витез“, Београд, 2018.
- Наташа, „Агора“, Нови Сад, 2021.[2]

Објавио је и збирке песама:
- Кликер, „Витез“, Београд, 2015.
- Први пољубац, „Витез“, Београд, 2021.

За одрасле је написао роман „Монах који је спасао Студеницу“, у издању агенције „Витез“, Београд, 2015.

## Награде и признања
За своје књижевно стваралаштво добио је неколико награда:
- Године  2021.је добио награду Balkan Awards за роман Наташа.
- Књижевну награду „Најоригиналнија љубавна песма“ на деветнаестом јавном конкурсу љубавне поезије „Пјесме над пјесмама“ 2020. године за песму Прва љубав, доделио му је Клуб уметничких душа Мркоњић Град.
- На међународном фестивалу песника за децу 2021. године добио је награду Црквене општине Црвенка за песму „Оловка“.

## Критике
Критике о његовим делима објавио је др Воја Марјановић у листу „Савременик“.

## Чланство и учешће
Члан је Удружења књижевника Србије од 2019. године. Већи број његових песама објављен је у различитим збиркама, часописима и антологијама. Секретар је Удружења писаца Крагујевца. Живи и ствара у Крагујевцу.

## Спољни линкови
- Званични сајт Зорана Ранитовића
- Представљена књига „Другови“ Зорана Ранитовића, РТК, 19.03.2018.
- Роман „Наташа“, Агора, 2021.
- Зоран Ранитовић, песма „Кликер“, Youtube канал: Мултипродукција